# Dicyandiamid
Dicyandiamid (kurz DCD) ist eine vielseitig als Zwischenprodukt eingesetzte chemische Verbindung aus der Gruppe der Cyanamide. Es gehört chemisch zu den Cyanamid- und den Guanidinderivaten.

## Gewinnung und Darstellung
Dicyandiamid entsteht beim Abbau von Kalkstickstoff im Boden. Industriell wird es aus Cyanamid, technisch aus Calciumcyanamid (Kalkstickstoff) durch Umsetzung mit Kohlendioxid in wässrigem Medium in Gegenwart von Alkalien hergestellt.
Einer der weltweit wichtigsten Produzenten außerhalb Chinas ist die AlzChem AG mit einer jährlichen Produktionsmenge von 20.000 Tonnen Dicyandiamid an ihrem Standort Schalchen.
Im Labor erfolgt die Darstellung durch Dimerisierung einer warmen Cyanamid-Lösung mittels konzentrierter Ammoniak-Lösung:

## Eigenschaften
Dicyandiamid ist ein weißer kristalliner Feststoff, der bei 214 °C mit einer Schmelzenthalpie von 22,96 kJ·mol−1 schmilzt. In fester Phase treten zwei polymorphe Kristallformen auf. Die Tieftemperaturkristallform wandelt sich bei −3,7 °C mit einer Umwandlungswärme von 2,98 kJ·mol−1 in die Hochtemperaturkristallform um. Die Löslichkeit in Wasser wird mit 4,3 % bei 25 °C und mit 36,6 g·l−1 bei 20 °C angegeben. 
Die Verbindung tritt in zwei tautomeren Formen auf. Einige Quellen geben an, dass es laut Spektrum im festen Zustand nur in der Dicyandiamid-Form vorliegt.
Oberhalb des Schmelzpunktes erfolgt eine exotherme Zersetzung. Diese verläuft autokatalytisch. Die Zersetzungswärme beträgt −94,56 kJ·mol−1 bzw. −1125 kJ·kg−1. Zersetzungsprodukte sind Melamin, Ammoniak und höher kondensierte Triazine wie Melam, Melem und Melon. Die Verbindung ist brennbar, gilt aber als schwer entzündbar.

## Verwendung
Dicyandiamid wird als Synthesebaustein zur Herstellung von Kunststoffen, Düngemitteln, Pharmazeutika und technischen Chemikalien verwendet. Weiterhin dient es als Härter für heißhärtende Epoxidharzklebstoffe. Ebenso ist es ein Rohstoff für vorwärtsintegrierte Zwischenprodukte zur Herstellung verschiedener Guanidinsalze, Guanamine und  Polykondensationsprodukte zum Einsatz in den Bereichen Wasserbehandlung, Textil und Leder, Flammschutz und Papier.
Dicyandiamid wurde früher in Verbindung mit starken Oxidationsmitteln als Sprengstoff verwendet.

## Biologische Bedeutung
Dicyandiamid verzögert die Nitrifikation von Ammoniumverbindungen zu Nitrat durch Nitrosomonas und Nitrobacter und wird aus diesem Grund als Nitrifikationshemmer in der Landwirtschaft verwendet. Letztendlich wird auch Cyanguanidin im Boden zu Harnstoff abgebaut, kann jedoch vorher über Weidevieh in Milch- und Milchprodukte gelangen.
In der Umwelt ist Dicyandiamid persistent und mobil.